# Shō Ken
Shō Ken (尚賢王 (Thượng Hiền)  15 tháng 10, 1625-19 tháng 10, 1647) là vị vua thứ 9 của nhà Shō tại vương quốc Lưu Cầu. Ông là đệ tam vương tử của vua Shō Hō và trị vì từ năm 1641 đến năm 1647. Ông có đồng danh là Tư Tùng Kim.
Ông ra đời tại phiên Satsuma, Nhật Bản. Năm 1644, ông lại sai chính nghị đại phu Kim Ứng Nguyên và sử giả Cát Thời Phùng sang triều cống Minh triều, cáo phó việc phụ thân qua đời và thỉnh cầu phong cho mình làm quốc vương Lưu Cầu. Tuy nhiên, thời điểm đó Trung Quốc đang có đại loạn, bởi những tên hải tặc chặn đường, các sứ thần Lưu Cầu bị giam giữ tại Phúc Châu.
Năm 1645, hoàng đế Nam Minh là Chu Do Tung đến Phúc Kiến, phái Phúc Châu tả vệ chỉ huy là Hoa Vãng đến Lưu Cầu. Shō Ken phái cậu là Mao Thái Duẫn và trưởng sử Kim Tư Nghĩa đến Phúc Kiến triều cống. Tuy nhiên, lần này, tướng này Thanh là Đa La Bối Lặc đã dẫn quân thâm nhập Phúc Kiến, công phá Long Vũ Đế của Nam Minh. Shō Ken thấy thế lực nhà Minh đã đến lúc sụp đổ còn nhà Thanh đang trong thế hoàng kim nên phái cậu là Mao Thái Cửu, trưởng sử Kim Tư Nghĩa và tiền sử Kim Ứng Nguyên theo đại tướng quân Bối Lặc đến kinh sư bái kiến hoàng đế Thuận Trị. Thuận Trị dựa theo tấu trình của lễ bộ, cử Tạ Tất Chân sang Lưu Cầu, thừa nhận vương vị của Shō Ken. Tuy nhiên, nhà Thanh lại yêu cầu Lưu Cầu nộp các sắc ấn mà triều Minh đã ban cho, đồng thời chưa chính thức sắc phong Shō Ken là Lưu Cầu quốc vương.
Năm 1647, Shō Ken qua đời, tại vị được 23 năm, được táng tại Tamaudun (Ngọc Lăng). Ông không có vương tử kế vị nên người đệ là Shō Shitsu kế vị.